# かゆらゆか
かゆら ゆか（女性、3月11日 - ）は、日本のゲーム原画家、イラストレーター、漫画家。宮城県仙台市に生まれ、石巻市で育つ。インクルード・インク所属。同人サークル「kurousagi」を主宰している。血液型はB型。

## 参加作品

### 家庭用ゲーム機
- D.C.P.S. 〜ダ・カーポ〜 プラスシチュエーション
- 最終試験くじら Alive
- D.C.II P.S. 〜ダ・カーポII〜 プラスシチュエーション
- D.C.I&II P.S.P. 〜ダ・カーポI&II〜 プラスシチュエーションポータブル

### PCゲーム
- 水夏 〜おー・157章〜
- すくみず 〜フェチ☆になるもんっ!〜
- ガッデーム&ジュテーム
- D.C.P.C. 〜ダ・カーポ〜 プラスコミュニケーション
- 最終試験くじら 〜progressive〜
- D.C. Summer Vacation 〜ダ・カーポ サマーバケーション〜
- 水夏 A.S+
- 最終試験くじら
- Gift 〜ギフト〜
- 最終試験くじら〜Departures〜
- AR 〜忘れられた夏〜
- D.C.II 春風のアルティメットバトル!
- 紅蓮に染まる銀のロザリオ
- D.C.II 〜ダ・カーポII〜
- A.C.D.C. Rumbling Angel
- D.C.II 〜featuring YUN2!〜
- C.D.Christmas Days 〜サーカスディスク クリスマスデイズ〜
- D.C.II Spring Celebration 〜ダ・カーポII〜 スプリング セレブレイション
- D.C.P.K. 〜ダ・カーポーカー〜
- ヴァルキリーコンプレックス
- D.C.II To You 〜ダ・カーポII〜 トゥーユー
- D.C.II Fall in Love 〜ダ・カーポII〜 フォーリンラブ
- uni.
- D.C.II Dearest Marriage 〜ダ・カーポII〜 ディアレストマリッジ
- 私があなたを護るための5つの約束 〜捨て勇者ひろいました。〜

### 漫画
- 水夏A.S.+（アスキー・メディアワークス『電撃G's Festival! COMIC』Vol.1 - 4連載、単行本化は無し） - UTATAとの合作
- A.C.D.C.II（秋田書店『月刊ヤングチャンピオン烈』連載・ヤングチャンピオン烈コミックス、原作：CIRCUS、全3巻）
- 蒼空のフロンティア 〜おとこのこうちょう!〜（メディエイション『E☆2』Vol.25 - Vol.32連載、単行本化は無し）
- D.C.III 〜ダ・カーポIII〜（角川書店『コンプティーク』連載・カドカワコミックス・エース、原作：tororo/CIRCUS、既刊1巻）

原画家としてよりも漫画家としてのデビューの方が早かった。

### マスコット
- 花恋・泉美（花と泉の公園ぼたん・しゃくやく祭り）

### ラジオパーソナリティー
- サーカス情報局 VOLCANO
- サーカス情報局ボルケ〜ノR
- サーカス情報局 ボルケーノNEO

### 歌
- サーカスボーカルコレクションcrystal 3（ボルケーノのテーマ）
- ペタビッツ・ウィンター・セレクション VOL.1